# 首都高速都心環状線
首都高速都心環状線（しゅとこうそくとしんかんじょうせん、英語: Inner Circular Route）は、東京都の千代田区、中央区、港区を環状に通る首都高速道路の路線である。略称は都環（とかん）、C1。江戸橋JCT - 谷町JCT（竹橋JCT経由）間は、 アジアハイウェイ1号線「AH1」に指定されている。

## 概要
全長約14.8キロメートル (km) 。日本国道路元標で知られる日本橋の真上を起終点とする、東京都の最都心部を一周する環状線である。主に各放射線同士を接続する役割を担う。環状部分に加えて、京橋JCTで分岐する東京高速道路への接続部分（都道首都高速8号線）についても、延長が0.1 kmと短く、標識等が煩雑となることから、都心環状線の一部として案内されている。
全線一周を走行した場合の所要時間は、道路状況が順調な場合約15分ほどである。1980年（昭和55年）には既に渋滞が頻発していた。都心を通過する必要性の薄い車両の乗り入れを減少させるべく、中央環状線の建設が進められ、2015年（平成27年）3月7日に全線が開通した。2010年（平成22年）3月の山手トンネル部分開通の時点で、都心環状線（谷町 - 霞が関間）の交通量が1日当たり11.7万台から9.7万台に減少するなど、以前と比べて混雑状況は大きく改善されているものの、それでも朝夕時間帯など交通量ピーク時には渋滞することも珍しくない。
銀座周辺は楓川・築地川を埋め立てた跡地を利用した半地下構造となっており、埋め立て前に両河川に架けられていた橋梁のうちのいくつかが現在も跨道橋として使われている。このためこの区間には車線間に橋脚の立つ箇所があり、その前後は車線変更禁止となっている。また銀座以外の区間でも急カーブや事故発生要因がある区間などの場合車線変更禁止の区間がある。
2009年（平成21年）より首都高上の標識では「C1」の周囲が矢印（内回り：反時計回り、外回り：時計回り）で円を描いた表示に変更された他、「都環（Circle 1）」と略記されることもある。

### ナンバリング
C1：Cは「circle」の頭文字から。

### 路線データ
「都心環状線」とは一般向け案内に用いられる「路線呼称」であり、道路法に基づき東京都が認定・告示する法定路線名ではない。各区間の道路法上の法定路線名は外回り（時計回り）では下記のとおりである。
- 都道首都高速1号線（江戸橋JCT - 浜崎橋JCT）[6]
- 都道首都高速2号線（浜崎橋JCT - 一ノ橋JCT）[7]
- 都道首都高速2号分岐線（一ノ橋JCT - 谷町JCT）[8]
- 都道首都高速3号線（谷町JCT - 三宅坂JCT）[9]
- 都道首都高速4号線（三宅坂JCT - 神田橋JCT）[10]
- 都道首都高速4号分岐線（神田橋JCT - 江戸橋JCT）[11]

以上で環状部分が構成される
- 都道首都高速8号線（京橋JCT - 旧白魚橋乗継所）[12]

## 歴史
- 1962年（昭和37年）12月20日：京橋出入口 - 浜崎橋ジャンクション（JCT） 2.7 km開通。
- 1963年（昭和38年）12月21日：呉服橋出入口 - 京橋出入口 1.9 km開通。
- 1964年（昭和39年）
  - 8月2日：三宅坂ジャンクション - 呉服橋出入口開通。
  - 9月21日：霞が関出入口 - 三宅坂JCT開通。
  - 10月1日：浜崎橋JCT - 芝公園出入口開通。
- 1966年（昭和41年）7月2日：京橋ジャンクション - 白魚橋乗継所開通。
- 1967年（昭和42年）7月4日：芝公園出入口 - 霞が関出入口開通、全線開通。
- 2021年（令和3年）5月10日0時：首都高速道路日本橋区間地下化事業に伴い、呉服橋出入口・江戸橋出入口を廃止[13]。
- 2025年（令和7年）4月5日20時：汐留JCT、京橋JCTで接続する東京高速道路が廃止され（東銀座出口は存続）、神田橋JCTで接続する八重洲線が2035年度まで長期通行止めになる[14]。

## 地理

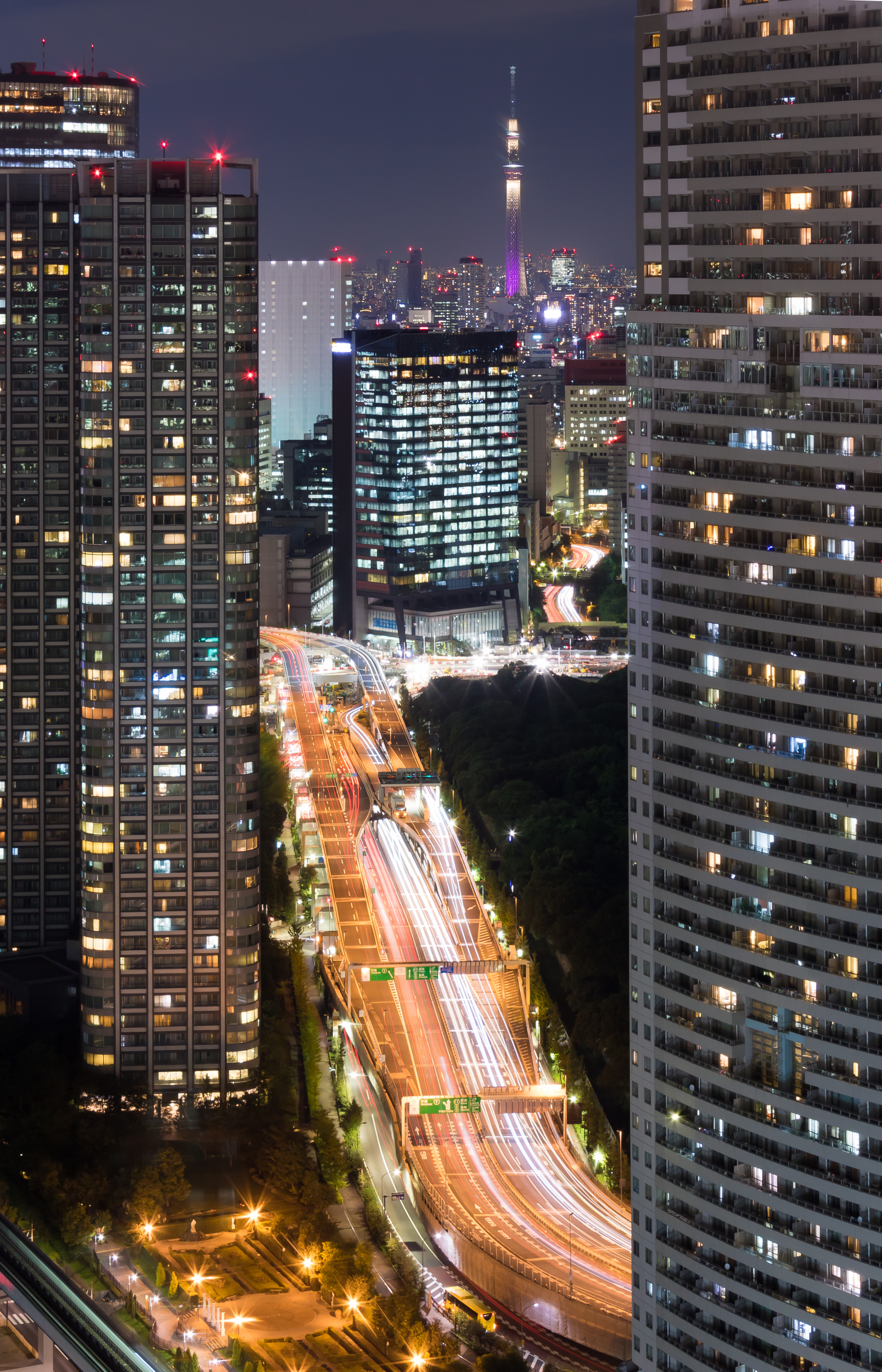
世界貿易センタービル(港区)より

### 通過する自治体
- 東京都
  - 中央区 - 港区 - 千代田区

### 接続高速道路
- 首都高速1号上野線（江戸橋JCTで汐留方面のみ接続）
- 首都高速6号向島線（江戸橋JCTで接続）
- 東京高速道路（京橋JCTから分岐する支線（都道首都高速8号線）を経て東銀座出口まで）
- 首都高速八重洲線（神田橋JCTで接続：2035年度まで長期通行止め）
- 首都高速1号羽田線（浜崎橋JCTで直結）
- 首都高速2号目黒線（一ノ橋JCTで接続）
- 首都高速3号渋谷線（谷町JCTで接続）
- 首都高速4号新宿線（三宅坂JCTで接続）
- 首都高速5号池袋線（竹橋JCTで接続）

### 出入口など
- 全線東京都内に所在。
- 施設名欄の背景色が■である部分は施設が供用されていない、または長期通行止めであることを示す。

#### 本線
| 出入口 番号      | 施設名       | 接続路線名                                         | 日本橋 から (km)       | 備考                                                                          | 所在地   |
| ---------------- | ------------ | -------------------------------------------------- | ---------------------- | ----------------------------------------------------------------------------- | -------- |
| 神田橋・竹橋方面 |              |                                                    |                        |                                                                               |          |
| -                | 日本橋       |                                                    | 0.0                    | 日本国道路元標                                                                | 中央区   |
|                  | 江戸橋出入口 | 昭和通り                                           | 0.1                    | 神田橋・竹橋方面出入口 2021年5月10日廃止                                      | 中央区   |
| -                | 江戸橋JCT    | 上野線 上野方面 向島線 箱崎・湾岸線方面            | 0.2                    | 上野方面は汐留方面の接続のみ                                                  | 中央区   |
| 11               | 宝町出入口   | 八重洲通り                                         | 1.0                    | 江戸橋・神田橋方面出入口                                                      | 中央区   |
| -                | 京橋JCT      | 支線・(D8)東京高速道路 東銀座出口まで              | 1.2                    | 江戸橋・神田橋方面方面から西行きのみ 東行きは2025年4月5日廃止                 | 中央区   |
| 12               | 京橋出入口   | (昭和通り、新大橋通り（入口）)、鍛冶橋通り（出口） | 1.8                    | 汐留・浜崎橋方面出入口                                                        | 中央区   |
| 13               | 新富町出口   |                                                    | 1.9                    | 江戸橋・神田橋方面出口                                                        | 中央区   |
| 14               | 新富町出口   | 2.1                                                | 汐留・浜崎橋方面出口   |                                                                               | 中央区   |
| 15               | 銀座出入口   |                                                    | 2.2                    | 江戸橋・神田橋方面出入口                                                      | 中央区   |
| 16               | 銀座出入口   | 2.7                                                | 汐留・浜崎橋方面出入口 |                                                                               | 中央区   |
| 18               | 汐留出入口   | 海岸通り                                           | 3.4                    | 浜崎橋・一ノ橋方面出入口                                                      | 中央区   |
| -                | 汐留JCT      | 八重洲線 (D8)東京高速道路・北池袋方面              | 3.6                    | 2025年4月5日廃止                                                              | 中央区   |
| -                | 汐留JCT      | 八重洲線 (D8)東京高速道路・北池袋方面              | 3.6                    | 2025年4月5日廃止                                                              | 港区     |
| -                | 浜崎橋JCT    | 羽田線 羽田・湾岸線方面                            | 4.5                    |                                                                               |          |
| 19               | 芝公園出入口 | 環状三号線                                         | 5.4                    | 浜崎橋方面出入口                                                              |          |
| 20               | 芝公園出入口 | 環状三号線                                         | 5.9                    | 一ノ橋方面出入口                                                              |          |
| -                | 一ノ橋JCT    | 目黒線 目黒・戸越方面                              | 6.8                    |                                                                               |          |
| 21               | 飯倉出入口   | 高輪麻布線                                         | 7.4                    | 一ノ橋・浜崎橋方面出入口                                                      |          |
| -                | 谷町JCT      | 渋谷線 E1 東名・渋谷方面                           | 8.0                    |                                                                               |          |
| 23               | 霞が関出入口 | 六本木通り                                         | 9.0                    | 谷町・一ノ橋方面出入口 入口はETC専用                                          | 千代田区 |
| 24               | 霞が関出入口 | 六本木通り                                         | 9.4                    | 三宅坂・竹橋方面出入口 入口はETC専用                                          | 千代田区 |
| -                | 三宅坂JCT    | 新宿線 E20 中央道・新宿方面                        | 10.4                   | 千代田トンネル 危険物積載車両通行禁止                                         | 千代田区 |
| 25               | 代官町出入口 | 一ツ橋・内堀通り・北の丸公園方面                   | 11.8                   | 三宅坂・谷町方面出入口 入口はETC専用                                          | 千代田区 |
| 26               | 北の丸出口   | 一ツ橋・内堀通り方面                               | 12.2                   | 竹橋方面からの出口                                                            | 千代田区 |
| -                | 竹橋JCT      | 池袋線 大宮・北池袋方面                            | 12.5                   |                                                                               | 千代田区 |
| 29               | 神田橋出入口 | 日比谷通り/本郷通り/錦町有楽町線                   | 13.1                   | 三宅坂・竹橋方面出入口                                                        | 千代田区 |
| 28               | 神田橋出入口 | 日比谷通り/本郷通り/錦町有楽町線                   | 13.4                   | 神田橋・江戸橋方面出入口                                                      | 千代田区 |
| -                | 神田橋JCT    | 八重洲線 羽田・丸の内方面                          | 13.5                   | 八重洲方面は大型車・危険物車通行禁止 2025年4月5日より2035年度まで長期通行止め | 千代田区 |
|                  | 呉服橋出入口 | 外堀通り                                           | 14.2                   | 江戸橋・京橋方面出入口 2021年5月10日廃止                                      | 中央区   |
| -                | 日本橋       |                                                    | 14.3                   | 日本国道路元標                                                                | 中央区   |
| 江戸橋・京橋方面 |              |                                                    |                        |                                                                               |          |

- キロポストは、江戸橋JCTから内回り方向へ約200m程の、日本橋（日本国道路元標）真上[注釈 1]を起点の「0」とし、時計回りで距離が加算される。
- パーキングエリアやトイレはない。但し、2013年までは、外回りの新富町出口すぐ先の非常駐車帯にトイレが設置されていた（新富PA）[注釈 2]。

#### 支線
| 出入口 番号 | 施設名               | 接続路線名                      | 起点 から (km) | 備考                                    |
| ----------- | -------------------- | ------------------------------- | -------------- | --------------------------------------- |
| -           | 京橋JCT              | 都心環状線江戸橋JCT方面         | 0.0            | 西向きのみ （東向きは2025年4月5日廃止） |
| -           | 白魚橋料金所・乗継所 | (D8)東京高速道路 東銀座出口まで | 0.1            | 乗継所は2025年4月5日で発券終了          |

## 路線状況

### トンネル
- 汐留トンネル（汐留出入口 - 銀座出入口）
- 飯倉トンネル（外回りのみ・飯倉出口 → 谷町JCT）
- 霞が関トンネル（谷町JCT - 三宅坂JCT）
- 千代田トンネル（霞が関出入口 - 代官町出入口） : 1900 m[15][16]
- 北の丸トンネル（代官町出入口 - 北の丸出口）

### 車線・最高速度
| 区間                     | 車線 上下線=内回り+外回り | 最高速度 |
| ------------------------ | ------------------------- | -------- |
| 江戸橋JCT内              | 2=1+1                     | 40 km/h  |
| 江戸橋JCT - 汐留JCT      | 4=2+2                     | 50 km/h  |
| 汐留JCT - 浜崎橋JCT      | 6=3+3                     | 50 km/h  |
| 浜崎橋JCT内              | 4=2+2                     | 40 km/h  |
| 浜崎橋JCT - 江戸橋JCT    | 4=2+2                     | 50 km/h  |
| 京橋JCT - 旧白魚橋乗継所 | 3=1+2                     | 40 km/h  |

### 交通量

#### 本線
24時間交通量（台）　道路交通センサス
| 区間                      | 平成17（2005）年度 | 平成22（2010）年度 | 平成27（2015）年度 | 令和3（2021）年度 |
| ------------------------- | ------------------ | ------------------ | ------------------ | ----------------- |
| 日本橋 - 江戸橋出入口     | 120,994            | 105,993            | 112,248            | 96,405            |
| 江戸橋出入口 - 江戸橋JCT  | 120,994            | 98,394             | 105,351            | 96,405            |
| 江戸橋JCT - 宝町出入口    | 93,227             | 107,885            | 107,423            | 100,785           |
| 宝町出入口 - 京橋JCT      | 93,227             | 98,482             | 98,402             | 91,290            |
| 京橋JCT - 京橋出入口      | 93,227             | 89,089             | 92,279             | 83,780            |
| 京橋出入口 - 新富町出口   | 93,227             | 94,143             | 98,658             | 89,595            |
| 新富町出口 - 銀座出入口   | 93,227             | 93,844             | 98,170             | 89,585            |
| 銀座出入口 - 汐留出入口   | 93,227             | 91,517             | 97,620             | 88,475            |
| 汐留出入口 - 汐留JCT      | 93,227             | 32,558             | 97,620             | 88,475            |
| 汐留JCT - 浜崎橋JCT       | 93,227             | 125,569            | 120,258            | 111,203           |
| 浜崎橋JCT - 芝公園出入口  | 121,921            | 124,634            | 111,625            | 100,915           |
| 芝公園出入口 - 一ノ橋JCT  | 121,921            | 123,054            | 110,064            | 100,044           |
| 一ノ橋JCT - 飯倉出入口    | 114,405            | 113,903            | 93,919             | 83,032            |
| 飯倉出入口 - 谷町JCT      | 114,405            | 106,494            | 85,084             | 74,494            |
| 谷町JCT - 霞が関出入口    | 114,405            | 100,496            | 87,646             | 78,048            |
| 霞が関出入口 - 三宅坂JCT  | 114,405            | 101,969            | 86,558             | 78,274            |
| 三宅坂JCT - 代官町出入口  | 120,994            | 108,864            | 101,763            | 94,672            |
| 代官町出入口 - 北の丸出口 | 120,994            | 97,663             | 94,359             | 89,420            |
| 北の丸出口 - 竹橋JCT      | 120,994            | 98,624             | 95,419             | 90,933            |
| 竹橋JCT - 神田橋出入口    | 120,994            | 126,054            | 120,193            | 108,706           |
| 神田橋出入口 - 神田橋JCT  | 120,994            | 99,635             | 106,473            | 108,706           |
| 神田橋JCT - 呉服橋出入口  | 120,994            | 99,635             | 106,473            | 96,405            |
| 呉服橋出入口 - 日本橋     | 120,994            | 105,993            | 112,248            | 96,405            |

（出典：「平成22年度道路交通センサス」・「平成27年度全国道路・街路交通情勢調査」・「令和3年度全国道路・街路交通情勢調査」（国土交通省ホームページ）より一部データを抜粋して作成）

#### 支線
24時間交通量（台） 道路交通センサス
| 区間                   | 平成17（2005）年度 | 平成22（2010）年度 | 平成27（2015）年度 | 令和3（2021）年度 |
| ---------------------- | ------------------ | ------------------ | ------------------ | ----------------- |
| 京橋JCT - 白魚橋乗継所 | データなし         | データなし         | データなし         | データなし        |

（出典：「平成22年度道路交通センサス」・「平成27年度全国道路・街路交通情勢調査」・「令和3年度全国道路・街路交通情勢調査」（国土交通省ホームページ）より一部データを抜粋して作成）

## 日本橋区間地下化事業
首都高速の開通から半世紀以上が経過し、特に日本橋川上空や築地川区間の首都高速の構造物は経年劣化が進み、支承部の疲労き裂やコンクリート床版のひび割れなど多数の損傷が発生し、長期的な安全性の確保のために抜本的な対策の必要性に迫られていた。また、日本橋上空の景観面の問題もかねてから指摘されていたこともあり、2014年に同区間も含めた首都高速の大規模更新計画が策定され、2016年には日本橋周辺で検討が進むまちづくりの取り組みが、国家戦略特区の都市再生プロジェクトに追加された。その後「首都高日本橋地下化検討会」が設置され、検討が行われた結果、2019年に神田橋JCT - 江戸橋JCT間を地下ルートで整備することが決定した。2020年に都市計画事業が認可されている。
この日本橋区間の地下化に伴い、都心環状線を含めた環状ルート（特に江戸橋JCTの形状）が大きく変容することとなる。具体的には、神田橋JCT - 江戸橋JCTについては地下化され、特に江戸橋JCT付近は神田橋JCT - 6号向島線方向が本線として地下化されることに伴い、都心環状線の本線であった都心環状線連絡路（神田橋JCT方向 - 京橋JCT方向のランプ）が廃止され、江戸橋JCT経由では従来の都心環状線が接続しなくなる（その他の方向のランプは一部改築の上残存）。
このため、神田橋JCT - 京橋JCT間で並行する八重洲線を新たな都心環状ルートとして活用するべく、八重洲線八重洲トンネルの一部を都市環状線の地下区間に取り込んで神田橋JCTの分岐場所を従来の常盤橋出入口付近に移動、さらに東京高速道路（KK線）を活用していた京橋JCT - 西銀座JCT間にシールドトンネルによる新たな連絡路（新京橋連絡路）を整備しKK線は一部区間を除くほぼ全区間を廃止して歩行者中心の公共空間に転換する（都心環状線の出入口である汐留出入口と支線に当たる京橋JCT - 白魚橋間、KK線のうち白魚橋（首都高境界点） - 東銀座出口間は存続）こととなる。
このため八重洲線は新京橋連絡路や日本橋区間の地下ルートとの接続のために大規模な改築が発生し、2025年4月上旬（正確には同月5日20時）から2035年度までの予定で長期通行止めとなる。日本橋地下区間は2035年度に開通し、神田橋JCT - 江戸橋JCTの地上区間は廃止され、2040年度までには同区間の高架部分が撤去される予定。
なお、地下化事業に先行して、都心環状線の呉服橋出入口・江戸橋出入口が2021年5月10日に廃止されている。また、新京橋連絡路の整備に伴い、都心環状線外回りの京橋入口は廃止され、代替として新富町入口（仮称）が新設される予定である。

## 暴走行為の取締り
週末の深夜から早朝を中心に、公道レースのように可能な限り速く1周することを競うルーレット族と呼ばれる違法競走型暴走族が出没することがある。ルーレット族は、首都高速道路上のパーキングエリアを溜まり場とすることが多いため、対策として土曜日の深夜や年末年始には、一部PAの利用制限が行われており、また首都高速道路交通管制室及び警視庁高速隊による、ビデオカメラを用いた記録や取締りが重点的に行われている。2008年、オートバイチーム「ループス」が、警視庁により逮捕された。
都心環状線をモチーフにして作られた作品
- 「湾岸ミッドナイト」(漫画)
- 「首都高速トライアル」(日本映画)
- 「首都高バトル」(コンピュータゲーム)